# Trescasas (despoblado)
Trescasas o Trascasa es un despoblado español situado en el municipio de Valle de Sedano, en la provincia de Burgos, comunidad autónoma de Castilla y León. En el lugar solo se aprecian fragmentos de teja curva de color rojizo.

## Toponimia
En sus últimos momentos se denominó Trescasas, pero en la toponimia más antigua aparece como Trascasa.

## Ubicación
Se situaba dentro del término de Nocedo —que fue municipio independiente hasta 1857, cuando se integró en el municipio de Valle de Sedano—, a unos 900-1000 metros al norte de Nocedo, con fuerte derivación este a la izquierda y lindando con los denominados Manantiales del Rey, donde existen unos restos que según la tradición oral pertenecieron a Trescasas. Su emplazamiento se alojaba en unos aterrazamientos existentes en la ladera media de El Otero, encima de la fuente del Segadero. Su superficie, antaño cultivada, se abandonó al monte.
El despoblado ocupa una pequeña extensión de forma irregular y no muy compacta como demuestran las paredes, casares y moruecos existentes.

## Historia
Es de origen medieval. La tradición popular afirma que Trescasas fue abandonado para fundar Nocedo. Según algunos, hasta principios del siglo XX se conservaron en dicho lugar varias casas de piedra, luego demolidas para la reutilización de los materiales. Antiguamente, el arado puso al descubierto vestigios de teja, trozos de vasijas, piedra labrada y un sarcófago, pero en la actualidad no se aprecia otra cosa que fragmentos de teja curva de color rojizo.
El sarcófago se halló junto al manantial del Segadero y su descubridor lo llevó al pueblo para utilizarlo como comedero de cerdos. Era una pieza de piedra caliza, lisa y de unos 150 cm de longitud. Su hallazgo se asociaría a la iglesia del despoblado, de advocación desconocida.
Se cree que pudieron ser pobladores originarios de este pueblo los fundadores de la localidad segoviana de Trescasas.